# Jack Cameron (jégkorongozó)
John Archibald „Jack” Cameron  (Kanada, Ontario, Ottawa, 1902. december 3. – USA, Virginia, Danville, 1981. december 29.) olimpia bajnok kanadai jégkorongozó.
Részt vett az 1924-es téli olimpián mint a kanadai válogatott kapusa. A csoportból nagyon könnyen jutottak tovább. Gólt sem kapott és a támadók összesen 85 gólt ütöttek 3 mérkőzésen. A döntő csoportban is egyszerű dolguk volt, és 3 mérkőzésen mindössze 3 gólt kaptak illetve 47-et szereztek.
Ez a kanadai válogatott valójában egy klubcsapat volt, a Toronto Granites, amely amatőr játékosokból állt. 1922-ben és 1923-ban megnyerték az Allan-kupát, amiért a kanadai senior amatőr csapatok versengenek.